# Restaurant Patrick Guilbaud
Restaurant Patrick Guilbaud is een restaurant gevestigd in 2 Upper Merrion Street in Dublin, Ierland. Het is een restaurant dat sinds 1996 twee Michelinsterren heeft. In de periode 1989 tot en met 1995 bezat het restaurant 1 ster.
De eigenaar, Patrick Guilbaud, is oorspronkelijk afkomstig uit de Cognac-streek in Frankrijk, maar kwam via Groot-Brittannië naar Dublin. Daar kon hij namelijk een restaurant beginnen naar zijn eigen wensen. Dit restaurant aan James Place East werd geopend in 1981. In 1997 verhuisde het naar Merrion Street.
De chef-kok van het Patrick Guilbaud is Guillaume Lebrun.